# ۲۱۱ (میلادی)
۲۱۱ (میلادی) دویست  و یازدهمین سال تقویم میلادی است.

## درگذشتگان
‎